# Vi Duệ
Vi Duệ (chữ Hán: 韦睿; 442 – 520), tự Hoài Văn, người Đỗ Lăng, Kinh Triệu , tướng lãnh nhà Lương thời Nam Bắc triều trong lịch sử Trung Quốc.

## Thân thế và thiếu thời
Duệ là hậu duệ của Thừa tướng Vi Hiền nhà Tây Hán, đời đời là đại tộc ở vùng Tam Phụ . Ông nội là Vi Huyền, ẩn cư ở núi Chung Nam thuộc Trường An. Lưu Tống Vũ đế bắc phạt Hậu Tần, lấy chức vụ Thái úy duyện mời gọi, Huyền không nhận lời. Bác là Vi Tổ Chinh, cuối đời Lưu Tống được làm đến Quang lộc huân. Cha là Vi Tổ Quy, được làm đến Ninh viễn trưởng sử.
Duệ nhờ chăm sóc mẹ kế mà được tiếng là có hiếu. Anh trai của Duệ là Toản, Xiển đều sớm nổi tiếng, trong các anh em thì Toản, Duệ hiếu học, còn Xiển có tiết tháo. Vi Tổ Chinh dần được thăng đến chức quận thú, thường đem Duệ đến công sở, xem ông như con. Bấy giờ anh vợ Vương Tranh, em con dì Đỗ Uẩn đều nổi tiếng ở quê nhà; Vi Tổ Chinh hỏi Duệ rằng: “Mày so với Tranh, Uẩn thế nào?” Duệ khiêm tốn không dám trả lời, Tổ Chinh nói: “Văn chương của mày có thể kém hơn một chút, nhưng học thức thì vượt xa; còn nói đến phụng sự quốc gia, làm nên công nghiệp, bọn chúng đều không thể theo kịp mày vậy.” Anh họ bên mẹ là Đỗ Ấu Văn được làm Lương Châu thứ sử, gọi Duệ cùng đi. Đất Lương giàu có, người đến đấy phần nhiều trở nên tha hóa; Duệ bấy giờ còn trẻ tuổi, một mình vẫn giữ được tiếng thanh liêm.

## Tránh loạn thời Lưu Tống – Nam Tề
Đầu thời Lưu Tống Tiền Phế đế, Viên Nghĩ (hay Viên Biến) được làm Ung Châu thứ sử, thấy Duệ thì lấy làm lạ, cất nhắc làm Chủ bộ. Viên Nghĩ đến châu, ủng hộ Đặng Uyển dấy binh chống lại Lưu Tống Minh đế; Duệ xin ra nhận chức ở quận Nghĩa Thành, nên tránh được vạ của Nghĩ. Sau đó Duệ được làm Tấn Bình vương Tả thường thị, thăng làm Tư không Quế Dương vương Hành tham quân, theo Liễu Thế Long phòng thủ Dĩnh Thành, kháng cự Kinh Châu thứ sử Thẩm Du Chi. Dẹp xong Thẩm Du Chi, Duệ được thăng làm Tiền quân Trung binh tham quân. Rất lâu về sau, Duệ được làm Quảng Đức lệnh, dần được thăng đến Tề Hưng thái thú, bản châu Biệt giá, Trường Thủy hiệu úy, Hữu quân tướng quân.
Cuối đời Nam Tề lắm loạn lạc, Duệ không muốn rời xa quê nhà, nên xin làm Thượng Dung thái thú, được gia chức Kiến uy tướng quân. Ngay sau đó, Thái úy Trần Hiển Đạt, Hộ quân tướng quân Thôi Huệ Cảnh lần lượt dấy binh uy hiếp kinh sư, lòng dân hoang mang, không sao ổn định. Người miền tây hỏi kế, Duệ đáp: “Trần dẫu là tướng cũ, nhưng chẳng phải bậc tài cao hơn người; Thôi rất là từng trải, nhưng hèn kém không có võ lược. Họ nhận lấy vạ diệt tộc này, là đáng lắm! Bậc chân nhân của thiên hạ, ngờ rằng sẽ nổi lên ở châu của ta đấy!” Duệ bèn sai 2 con trai, rồi tự mình cũng kết giao với Tiêu Diễn.

## Ủng hộ Tiêu Diễn dấy binh
Nghe tin Tiêu Diễn dấy binh chống lại Nam Tề Đông Hôn hầu, Duệ soái người trong quận chẻ tre làm bè, đi tắt đến chỗ ông ta, đem theo 2000 người và 200 thớt ngựa. Tiêu Diễn gặp Duệ rất mừng, vỗ ghế mà nói rằng: “Ngày trước biết mặt của ông, ngày nay biết lòng của ông, việc ta nên rồi!” Quân của Tiêu Diễn hạ được Dĩnh, Lỗ, Bình Gia Hồ, Duệ nhiều lần bày mưu, đều được nghe theo. Quân đội rời Dĩnh, Tiêu Diễn tính xem nên lấy ai ở lại giữ đất ấy, mãi không tìm được người, mới nói với Duệ rằng: “Bỏ qua ngựa Kỳ, Ký không cưỡi, sao lại ngẩn ngơ dùng để cày ruộng?” Ngay hôm ấy Tiêu Diễn lấy Duệ làm Quan quân tướng quân, Giang Hạ thái thú, Hành Dĩnh phủ sự. Từ trước, Dĩnh Thành có gần 10 vạn nam nữ, trải qua cả năm cố thủ, người chết vì bệnh dịch lên đến 7, 8 phần 10, đều nhét thây dưới giường, còn người sống ngủ ngay bên trên, nhà nào cũng đầy ra. Duệ đích thân kiểm tra, thương xót vỗ về, sau đó bắt tay vào xử lý, vì thế người chết được chôn cất, người sống trở lại an cư lạc nghiệp, trăm họ được nhờ.
Tiêu Diễn nắm quyền, trưng Duệ làm Đại lý. Tiêu Diễn tiếm ngôi, tức là Lương Vũ đế, thăng Duệ làm Đình úy, phong tước Đô Lương tử, thực ấp 300 hộ. Năm Thiên Giám thứ 2 (503), Duệ được đổi phong ở Vĩnh Xương, thực ấp như trước. Tiêu Thống được lập làm Thái tử, Duệ được thăng làm Thái tử hữu vệ soái, ra làm Phụ quốc tướng quân, 2 lần thăng chức thì làm đến Dự Châu thứ sử, lĩnh Lịch Dương thái thú . Năm thứ 3 (504), quân Bắc Ngụy xâm phạm, Duệ soái binh châu đẩy lui.

## Tham gia bắc phạt
Năm thứ 4 (505), nhà Lương tiến hành bắc phạt, triều đình giáng chiếu cho Duệ làm Đô đốc chúng quân. Duệ sai Trưởng sử Vương Siêu Tông, Lương Quận thái thú Phùng Đạo Căn đánh thành Tiểu Hiện của Bắc Ngụy, nhưng chưa được. Duệ đang xem xét vòng vây, bất chợt có vài trăm người từ trong thành xông ra; Duệ muốn đánh ngay, chư tướng đều nói: “Chúng ta trang bị nhẹ đến đấy, chưa có chuẩn bị, hãy thong thả trở về để mặc giáp, mới có thể tiến đánh.” Duệ nói: “Không nên! Trong thành người Ngụy có hơn 2000, đóng cửa cố thủ, đủ để tự bảo vệ, vô cớ xông ra ngoài, ắt là kẻ kiêu dũng đấy, nếu có thể bẻ gãy, thành này sẽ tự vỡ.” Mọi người còn do dự, Duệ trỏ cờ tiết mà nói rằng: “Triều đình trao thứ này, không phải để tranh sức; quân pháp của Vi Duệ, không thể phạm được!” rồi tiến binh. Quân Lương đều liều chết chiến đấu, quân Ngụy quả nhiên thua chạy. Quân Lương thừa thắng đánh gấp, đến nửa đêm thì phá được thành. Sau đó, Duệ tiến đến Hợp Phì.
Từ trước, bọn Hữu quân tư mã Hồ Cảnh Lược  đến Hợp Phì, đánh thành đã lâu mà chưa hạ được; Duệ khảo sát sông núi, nói: “Tôi nghe Phần Thủy có thể tưới Bình Dương, Giáng Thủy có thể tưới An Ấp, tức là thế này đấy.” Rồi đắp đập ngăn dòng Phì Thủy, tự mình đốc thúc. Ít lâu sau, đập làm xong thì cho nước chảy vào, thuyền hạm nối nhau kéo đến. Ban đầu người Ngụy chia ra dựng 2 thành nhỏ ở đông – tây kèm cặp Hợp Phì, Duệ trước tiên đánh 2 thành ấy. Bấy giờ tướng Ngụy là Dương Linh Dận soái 5 vạn viện binh chợt đến, mọi người sợ không địch nổi, đề nghị dâng biểu xin thêm binh. Duệ cười nói: “Giặc đã ở dưới thành, bây giờ mới cầu xin quân đội, nước đến chân mới chảy, liệu có kịp không ? Huống hồ ta xin viện quân, họ lại lấy nhiều binh hơn nữa, cũng như Ngô thêm quân Ba Khâu, Thục tăng binh Bạch Đế . Quân đội thắng lợi ở nhân hòa, không ở số nhiều, là nghĩa lý người xưa đã dạy đấy!” Duệ vẫn cùng quân Ngụy giao chiến, phá được, khiến lòng quân dần an định.
Ban đầu, đập Phì Thủy làm xong, Duệ sai Quân chủ Vương Hoài Tĩnh đáp thành ở trên bờ để giữ, quân Ngụy chiếm được thành ấy, hơn ngàn người đều mất đi. Người Ngụy thừa thắng kéo đến dưới đê, khí thế rất hăng, Quân giám Phan Lĩnh Hữu khuyên Duệ lùi về Sào Hồ, chư tướng lại xin chạy đi giữ Tam Xoa. Duệ giận nói: “Ta thà ở đây! Tướng quân thua trận thì chết, có tiến không lui!” Duệ bèn lệnh cho dựng lọng che, cờ phướn ở dưới đê, thể hiện chí không lay động. Duệ vốn gầy yếu, khi ra trận chưa từng cưỡi ngựa, mà tự đánh xe ngựa đóng bằng ván mỏng, đốc thúc binh sĩ. Lính Ngụy đến đào đê, Duệ đích thân tranh chấp với địch, quân Ngụy dần lui; nhân đó quân Lương đắp lũy ở để để cố thủ. Duệ đẩy Đấu hạm  cao bằng mặt thành, 4 mặt xô vào, khiến người Ngụy tuyệt vọng, ôm nhau mà khóc. Công cụ đánh thành thì quân Lương đã có, nước trong đập cũng đã đầy, nên cứu binh của Bắc Ngụy không thể làm gì được nữa. Tướng giữ thành của Ngụy là Đỗ Nguyên Luân lên thành đốc chiến, trúng nỏ mà chết, thành vỡ. Quân Lương giành được hơn vạn thủ cấp, hơn vạn bò ngựa, lụa chất 10 gian phòng, đều sung làm quân thưởng.
Chiếm được Hợp Phì, Lương Vũ đế giáng chiếu cho Duệ tiến đến Đông Lăng, nơi ấy chỉ cách Bích Thành của Bắc Ngụy 20 dặm. Đôi bên sắp giao chiến, Duệ nhận chiếu cho lui quân. Vì kẻ địch ở gần, Duệ sợ bị đuổi nà, bèn cho quân nhu đi trước, tự mình ngồi xe nhỏ chặn hậu; người Ngụy khâm phục uy danh của Duệ, chỉ dám nhìn theo mà không dám đuổi theo, nên quân Lương được bảo toàn. Từ đây nhà Lương dời trị sở Dự Châu đến Hợp Phì.

## Chiến thắng Chung Li
Năm thứ 5 (506), Trung Sơn vương Nguyên Anh của Bắc Ngụy xâm phạm Bắc Từ Châu, vây Thứ sử Xương Nghĩa Chi ở Chung Li, phao lên có trăm vạn binh, đóng giữ hơn 40 tòa thành liên tiếp. Lương Vũ đế sai Chinh bắc tướng quân Tào Cảnh Tông làm Đô đốc chúng quân, đem 20 vạn quân kháng cự; nhưng Cảnh Tông đến Thiệu Dương châu, đắp lũy giằng co, không dám tiến. Lương Vũ đế giận, giáng chiếu cho Duệ đem quân Dự Châu đến hội họp với Tào Cảnh Tông, ban cho Long Hoàn ngự đao, nói: “Chư tướng ai dám không nghe mệnh thì chém.”
Duệ từ Hợp Phì đi tắt qua Âm Lăng đại trạch, gặp khe sâu, liền bắc cầu tạm để sang. Tướng sĩ sợ thế quân Ngụy đang thịnh, phần nhiều khuyên Duệ đi chậm lại; ông nói: “Chung Li bây giờ phải đào hang mà náu mình, lấy cửa mà hứng nước; xe ruổi lính chạy, còn sợ không kịp, sao lại trì hoãn! Người Ngụy đã tan nát trong bụng ta rồi, bọn mày chớ lo vậy!” Trong tuần nhật (10 ngày), Duệ đến Thiệu Dương. Ban đầu, Lương Vũ đế giáng sắc cho Tào Cảnh Tông rằng: “Vi Duệ là người có uy vọng ở quê hương của khanh, nên kính trọng ông ấy.” Tào Cảnh Tông gặp Duệ, đối đãi rất cung kính . Lương Vũ đế nghe được, nói: “Hai tướng hòa hợp, quân đội ắt thắng rồi!” Duệ ở trước doanh của Cảnh Tông 20 dặm, trong đêm đào hào dài, dựng rào sừng hươu, rồi cắt ngang châu để xây thành, đến mờ sáng thì xong. Nguyên Anh cả sợ, nện gậy xuống đất mà nói rằng: “Là thần hay sao!?”
Tướng Ngụy là Dương Đại Nhãn đem hơn vạn kỵ binh đến đánh, ông ta cậy dũng trùm ba quân, không ai địch nổi. Duệ kết xe bày trận, Đại Nhãn xua kỵ binh vây đánh. Duệ lấy 2000 nỏ mạnh, một lúc bắn ra, xuyên thủng áo giáp, sát thương rất nhiều. Đại Nhãn bị tên vãi trúng tay phải, mất hồn bỏ chạy. Trời sáng tỏ, Nguyên Anh tự soái quân đến đánh, Duệ ngồi xe gỗ trơn, cầm Bạch giác như ý chỉ huy; một ngày giao chiến mấy hiệp, Anh rất e dè sự mạnh mẽ của ông. Nhân đêm tối quân Ngụy đến đánh thành, tên bay như mưa, con Duệ là Vi Ảm xin xuống thành để tránh tên, Duệ không cho. Trong quân kinh động, Duệ ở trên thành lớn tiếng kêu gọi, mọi người mới ổn định trở lại.
Từ trước quân Ngụy ở 2 đầu Thiệu Dương châu làm 2 nhịp cầu, cắm rào mấy trăm bộ, nối liền 2 bờ sông Hoài. Duệ trang bị cho đại hạm, sai bọn Lương quận thái thú Phùng Đạo Căn, Lư Giang thái thú Bùi Thúy, Tần quận thái thú Lý Văn Chiêu nắm thủy quân. Gặp lúc sông Hoài nổi sóng lớn, Duệ lập tức sai họ đi, đấu hạm tranh nhau xông ra, xô vào lũy địch. Duệ lấy thuyền nhỏ chở cỏ, lấy mỡ rưới lên, theo sau đi đốt cầu. Trong lúc gió lớn lửa mạnh, khói bụi mờ mịt, binh sĩ cảm tử nhổ rào chặt cầu, gặp phải nước chảy cuồn cuộn, chỉ chốc lát thì rào và cầu đều mất sạch. Bọn Phùng Đạo Căn đều đích thân chiến đấu, tướng sĩ hăng hái, hô vang chấn động trời đất, không ai chẳng lấy một địch trăm, khiến quân Ngụy tan vỡ. Nguyên Anh thấy cầu đã mất, bỏ chạy thoát thân. Lính Ngụy chết đuối hơn 10 vạn, số người bị chặt đầu cũng từng ấy, còn lại cởi giáp dập đầu xin làm tù nô, có đến vài mươi vạn. Quân Lương giành được quân nhu, bò ngựa nhiều không đếm xuể.
Duệ sai người báo tin cho Xương Nghĩa Chi, Nghĩa Chi vừa buồn vừa vui, không lên tiếng đáp lại, chỉ kêu lên: “Sống lại! Sống lại!” Lương Vũ đế sai Trung thư lang Chu Xá úy lạo ở thượng du sông Hoài, Duệ chất những thứ giành được ở quân môn, Xá trông thấy, nói với Duệ rằng: “Những thứ ông giành được nhiều như các tòa núi Hùng Nhĩ đấy!” Duệ nhờ công được tăng phong 700 hộ, tiến tước làm hầu, trưng về triều làm Thông trực Tán kỵ thường thị, Hữu vệ tướng quân.

## Những năm cuối đời
Năm thứ 7 (508), Duệ được thăng làm Tả vệ tướng quân, ít lâu sau được làm An tây trưởng sử, Nam Quận thái thú, hưởng trật là Trung nhị thiên thạch . Gặp lúc Ti Châu thứ sử Mã Tiên Bính đánh Ngụy quay về, bị địch đuổi nà, khiến Tam Quan nhiễu động , nên triều đình giáng chiếu cho Duệ làm Đốc chúng quân cứu viện. Duệ đến An Lục, đắp thành cao thêm 2 trượng có lẻ, lại đào thêm hào lớn, dựng lầu cao. Mọi người chê Duệ yếm thế, ông nói: “Không phải, làm tướng phải có lúc sợ hãi, không thể cậy mạnh!” Bấy giờ Nguyên Anh đuổi theo Mã Tiên Bính, muốn rửa mối nhục Thiệu Dương, nghe tin Duệ đến, bèn lui; Lương Vũ đế cũng giáng chiếu bãi binh.
Năm sau (509), Duệ được thăng làm Tín vũ tướng quân, Giang Châu thứ sử. Năm thứ 9 (510), Duệ được trưng về triều làm Viên ngoại Tán kỵ thường thị, Hữu vệ tướng quân, dần thăng đến Tả vệ tướng quân, Thái tử chiêm sự, sau đó gia quan Thông trực Tán kỵ thường thị. Năm thứ 13 (514), Duệ được thăng làm Trí vũ tướng quân, Đan Dương doãn, nhưng miễn làm việc; ít lâu sau, được khởi làm Trung hộ quân.
Năm thứ 14 (515), Duệ được ra làm Bình bắc tướng quân, Ninh Man hiệu úy, Ung Châu thứ sử. Năm thứ 15 (516), Duệ bái biểu trí sĩ, triều đình ưu chiếu  không cho. Năm thứ 17 (518), Duệ được trưng về triều làm Tán kỵ thường thị, Hộ quân tướng quân, ít lâu sau được cấp 1 bộ Cổ xuy, vào trực ở điện tỉnh .
Năm Phổ Thông đầu tiên (520), Duệ được thăng làm Thị trung, Xa kỵ tướng quân, nhưng ông có bệnh nên chưa nhận. Tháng 8 ÂL, Duệ mất ở nhà, hưởng thọ 79 tuổi. Duệ di ngôn an táng đơn giản, khâm liệm không dùng triều phục. Ngay hôm ấy, Lương Vũ đế đến viếng, kêu khóc rất to. Duệ được ban 10 vạn tiền, 200 xúc vải, Đông viên bí khí, 1 bộ triều phục, một bộ quần áo, việc tang đều do triều đình chi trả, còn có Trung thư xá nhân đến giám hộ. Duệ được tặng Thị trung, Xa kỵ tướng quân, Khai phủ Nghi đồng tam tư; thụy là Nghiêm.

## Tính cách
Trước trận Hợp Phì, Tư mã Hồ Cảnh Lược và Tiền quân Triệu Tổ Duyệt ở trong quân bất hòa, đến mức hãm hại lẫn nhau. Hồ Cảnh Lược tức giận, nghiến răng đến nỗi chân răng đều chảy máu; Duệ cho rằng tướng soái bất hòa, sẽ gây ra hậu hoạn, nên rót rượu mà khuyên Cảnh Lược rằng: “Ta mong hai tướng chớ tiếp tục tư đấu nữa!” Vì thế rốt cục trận này không xảy ra việc gì có hại. Duệ ban này tiếp đón khách khứa, ban đêm tính toán sổ sách; canh ba đốt đèn, từ khi rời màn đến lúc trời sáng thì vỗ về tướng sĩ, thường tỏ ra mình làm vẫn chưa đủ, nên kẻ sĩ muốn đầu quân liền tranh nhau quy thuận ông. Duệ nghỉ ngơi ở nơi nào, thì nhà cửa, rào dậu, tường vây đều phải đáp ứng quy chuẩn.
Duệ có khí độ hơn đời, đối đãi với người thì lấy nhân ái và ân huệ làm gốc, cai quản nơi nào cũng có chánh tích. Duệ đối với binh sĩ cũng thế: sĩ tốt chưa dựng xong doanh trại thì bản thân không nghỉ ngơi, chưa đào giếng – xây bếp thì bản thân chưa ăn uống. Duệ quen ăn mặc như nhà Nho, ngay cả trong lúc có chiến sự, cũng khoác trang phục rộng rãi mà ngồi xe ra trận, cầm Như ý bằng trúc để chỉ huy tiến thoái. Nam sử ca ngợi Duệ cùng Bùi Thúy là danh tướng nhà Lương, những người khác đều không bì kịp.
Duệ ở triều đình, tỏ ra thực thà, chưa từng ngang ngược, được Lương Vũ đế rất kính trọng. Duệ có tính từ ái, nuôi nấng con trai của anh còn hơn con trai của mình; làm quan nhận được bổng lộc, đều chia cho thân nhân, trong nhà không giữ lại chút gì. Sau khi nhận chức Hộ quân, ở nhà không có việc gì để làm, lại hâm mộ cách làm người của Vạn Thạch quân Thạch Phấn và Lục Giả, Duệ bèn vẽ hình bọn họ, treo ở trên tường để tự thưởng thức. Bấy giờ Duệ đã già, lúc nhàn rỗi thường tra xét việc học tập của các con. Con trai thứ 3 là Vi Lăng, thông làu kinh sử, người đời khen là học rộng biết nhiều; Duệ thường ngồi nghe Lăng giảng giải, nhưng có nhiều vấn đề được ông giải thích thì Lăng không thể bì kịp. Đương thời Lương Vũ đế sùng bái Phật giáo, thiên hạ cảm nhiễm mà tạo thành phong khí, nhưng Duệ giữ mình trong sạch đạm bạc, hơn nữa bản thân ở vị trí đại thần, không muốn bắt chước người đời yêu ghét, nên sanh hoạt hằng ngày không hề thay đổi.
Duệ được nhận chức Ung Châu thứ sử, bèn về thăm nhà. Ban đầu, Duệ dấy binh ở quê hương, có người khách là Âm Tuấn Quang khóc mà can ngăn; đến nay Duệ về châu, Tuấn Quang ở bên đường chào đón ông, Duệ cười mà nói rằng: “Nếu theo lời anh, bây giờ hẳn là ăn xin ở bên đường!” rồi tặng cho ông ta 10 con trâu . Duệ đối với bạn cũ, không hề tiếc gì; sĩ đại phu trên 70 tuổi trở lên, phần nhiều được ông cấp cho chức huyện lệnh giả bản , ngươi ở quê nhà rất mong nhớ ông.
Sau trận Chung Li, Xương Nghĩa Chi rất cảm ơn Duệ, mời Tào Cảnh Tông với Duệ đến gặp mặt, nhân đó bày 20 vạn quan tiền để chơi Xư bồ. Tào Cảnh Tông ném ra Trĩ, Duệ ném ra Lư (Lư ăn được Trĩ), vội vàng lật 1 con bài lại, nói “Chuyện lạ!” rồi nhận Tắc (Tắc là kém nhất). Tào Cảnh Tông cùng các tướng soái tranh nhau báo tiệp, chỉ có Duệ một mình khải trình sau chót. Duệ mỗi khi thắng trận đều làm như vây, được người đời khen là hiền.

## Gia đình

### Anh em
Các anh trai của Duệ là Vi Toản, Vi Xiển đều sớm nổi tiếng.
- Vi Toản được làm đến Tư đồ ký thất, Đặc tiến nhà Nam Tề; Thẩm Ước từng ca ngợi với Lương Vũ đế rằng: “Hận bệ hạ không ở cùng thời với người này, học vấn của ông ấy không cùng bực với thần.”
- Vi Xiển được nắm huyện Kiến Ninh, nhận bổn lộc hơn trăm vạn tiền, đem về gởi tất cả cho bác là Vi Tổ Chinh phân chia, vì thế được họ hàng, láng giềng nhờ cậy. Xiển được làm đến Thông trực lang.

Ngoài ra Duệ còn có người em họ (tộc đệ) là Vi Ái, sử cũ có truyện.

### Hậu nhân
Duệ có 4 con trai: Vi Phóng, Vi Chánh, Vi Lăng, Vi Ảm.
- Vi Phóng, tự Nguyên Trực, sử cũ có truyện.

- Con Phóng là Vi Sán, sử cũ có truyện.

- Con Sán là Vi Lượng.

- Vi Chánh, tự Kính Trực. Ban đầu, Chánh được làm Nam Khang vương Hành tham quân, dần thăng đến Trung thư thị lang, ra làm Tương Dương thái thú. Từ trước Chánh thân thiết với người Đông Hải là Vương Tăng Nhụ, vào lúc Tăng Nhụ được làm Thượng thư Lại bộ lang, tham dự vào việc tuyển chọn quan lại, nên bạn bè, họ hàng chẳng ai không xu nịnh, chỉ có Chánh một mình lạnh nhạt với ông ta. Đến khi Vương Tăng Nhụ mất chức, Chánh mới đi lại với ông ta như xưa, được người đời khen ngợi. Chánh được làm đến Cấp sự Hoàng môn thị lang.

- Con Chánh là Vi Tái, sử cũ có truyện.

- Vi Lăng, tự Uy Trực, tính điềm đạm, trong sạch, chuyên tâm nghiên cứu kinh sử. Lăng học rộng biết nhiều, kẻ sĩ đương thời đều tìm đến Lăng để nhờ giải thích những tồn nghi. Ban đầu, Lăng được làm An Thành vương phủ Hành tham quân, dần được thăng đến Trì thư Thị ngự sử, Thái tử bộc, Quang lộc khanh. Trước tác Hán thư tục huấn, 3 quyển.
- Vi Ảm, tự Vụ Trực, tính cương trực, sớm làu thông kinh sử, có văn tài. Ban đầu, Ảm được làm Thái tử xá nhân, dần thăng đến Thái bộc khanh, Nam Dự Châu thứ sử, Thái phủ khanh. Khi Ảm ở chức Thái bộc khanh, thì cháu trai Vi Sán đã được làm đến Thái tử Tả vệ soái (nhờ gần gũi với Thải tử Tiêu Cương từ khi Cương còn làm Tấn An vương). Vì thế Ảm thường ấm ức, nói với mọi người rằng: “Vi Sán gặp may mắn, triều đình như vầy có thể trọng dụng nhân tài hay không?” Người hiểu biết đem việc này để chê bai Ảm. Vào lúc Hầu Cảnh nổi loạn, Ảm đồn trú Lục Môn, sau đó được đổi làm Đô đốc thành tây diện chư quân sự. Bấy giờ Hầu Cảnh ở ngoài kinh thành Kiến Khang khởi công đắp 2 tòa núi đông – tây, trong thành cũng làm vậy để ứng phó. Ảm nhận lệnh giữ núi đất phía tây, đêm ngày khổ chiến, nhờ công được thụ khinh xa tướng quân, gia Trì tiết. Ảm mất ở trong thành, được tặng chức Tán kỵ thường thị, Tả vệ tướng quân.